# Подсчёт точек на эллиптических кривых
Подсчёт точек на эллиптических кривых — группа методов, которые позволяют эффективно вычислять точки на эллиптических кривых. Подсчёт точек на эллиптических кривых используется при изучении теории чисел, криптографии и создании цифровых подписей (см. Эллиптическая криптография и ECDSA). Уровень безопасности криптосистемы, построенной на эллиптической кривой {\displaystyle E(\mathbb {F} _{q})} над конечным полем {\displaystyle \mathbb {F} _{q}}, где q = pk, а p — простое число, определяется сложностью задачи дискретного логарифмирования (DLP) для данной эллиптической кривой {\displaystyle E(\mathbb {F} _{q})}. Ниже будут рассмотрены алгоритмы подсчёта точек на эллиптических кривых над полями больших характеристик, в частности, p > 3. Для кривых над полями небольших характеристик существуют более эффективные алгоритмы, основанные на p-адических методах.

## Подходы к подсчёту точек на эллиптических кривых
Основными подходами являются простейший метод подсчёта точек на эллиптических кривых, алгоритм больших и малых шагов, подход, предложенный Рене Шуфом, и улучшения алгоритма Шуфа, предложенные Н. Элкисом и А. О. Л. Аткином.
Некоторые алгоритмы используют тот факт, что к группам вида {\displaystyle E(\mathbb {F} _{q})} применима теорема Хассе, которая гласит, что если E является эллиптической кривой над конечным полем {\displaystyle \mathbb {F} _{q}}, то мощность {\displaystyle E(\mathbb {F} _{q})} удовлетворяет неравенству
{\displaystyle ||E(\mathbb {F} _{q})|-(q+1)|\leq 2{\sqrt {q}}.\,}

## Простейший подход
Простейший подход к подсчёту точек предполагает перебор всех элементов поля {\displaystyle \mathbb {F} _{q}} и проверку того, какие из них удовлетворяют уравнению Вейерштрасса эллиптической кривой
{\displaystyle y^{2}=x^{3}+Ax+B.\,}

### Пример
Пусть E будет кривой y2 = x3 + x + 1 над полем {\displaystyle \mathbb {F} _{5}}. Для подсчёта точек на E строится
таблица из возможных значений x, квадратичных вычетов x mod 5 (только для поиска), x3 + x + 1 mod 5 и y (по x2 и x3 + x + 1 mod 5).
| {\displaystyle x}       | {\displaystyle x^{2}} | {\displaystyle x^{3}+x+1} | {\displaystyle y}   | Points                      |
| ----------------------- | --------------------- | ------------------------- | ------------------- | --------------------------- |
| {\displaystyle \quad 0} | {\displaystyle 0}     | {\displaystyle 1}         | {\displaystyle 1,4} | {\displaystyle (0,1),(0,4)} |
| {\displaystyle \quad 1} | {\displaystyle 1}     | {\displaystyle 3}         | {\displaystyle -}   | {\displaystyle -}           |
| {\displaystyle \quad 2} | {\displaystyle 4}     | {\displaystyle 1}         | {\displaystyle 1,4} | {\displaystyle (2,1),(2,4)} |
| {\displaystyle \quad 3} | {\displaystyle 4}     | {\displaystyle 1}         | {\displaystyle 1,4} | {\displaystyle (3,1),(3,4)} |
| {\displaystyle \quad 4} | {\displaystyle 1}     | {\displaystyle 4}         | {\displaystyle 2,3} | {\displaystyle (4,2),(4,3)} |

Последняя строка вычисляется следующим образом: в уравнение {\displaystyle y^{2}=x^{3}+x+1} подставляется {\displaystyle x=4}, что приводит к {\displaystyle y^{2}=4} (3-й столбец). Такой же результат получается при {\displaystyle y=2,3} (Квадратичные вычеты находятся во втором столбце). Так, для последней строки находятся точки {\displaystyle (4,2),(4,3)}.
Таким образом, {\displaystyle E(\mathbb {F} _{5})} имеет порядок 9: 8 вычисленных точек и точка на бесконечности.
Вычислительная сложность алгоритма O(q), поскольку должны быть рассмотрены все значения {\displaystyle x\in \mathbb {F} _{q}}.

## Алгоритм больших и маленьких шагов
Снижение вычислительной сложности алгоритма было получено путём применения другого подхода: перебором случайных значений {\displaystyle x}, пока {\displaystyle x^{3}+Ax+B} не будет квадратом на {\displaystyle \mathbb {F} _{q}}, выбирается элемент {\displaystyle P=(x,y)\in E(\mathbb {F} _{q})} такой, что {\displaystyle y} является квадратным корнем из {\displaystyle x^{3}+Ax+B}.
Теорема Хассе гласит, что {\displaystyle |E(\mathbb {F} _{q})|} принадлежит интервалу {\displaystyle (q+1-2{\sqrt {q}},q+1+2{\sqrt {q}})}. Тогда по теореме Лагранжа задача нахождения мощности множества {\displaystyle E(\mathbb {F} _{q})} сводится к поиску уникального {\displaystyle M}, принадлежащего этому интервалу и удовлетворяющего равенству {\displaystyle MP=O}. Алгоритм перестаёт работать, если существуют два таких {\displaystyle M} и {\displaystyle M'}, принадлежащих интервалу и удовлетворяющих равенству {\displaystyle MP=M'P=O}. В таком случае достаточно повторить ход алгоритма с другим случайно подобранным {\displaystyle P=(x,y)\in E(\mathbb {F} _{q})}.
Перебор всех значений {\displaystyle M} с целью найти единственное, удовлетворяющее равенству {\displaystyle MP=O}, занимает около {\displaystyle 4{\sqrt {q}}} шагов.
Однако, применяя алгоритм больших и маленьких шагов к {\displaystyle E(\mathbb {F} _{q})}, можно ускорить поиск до {\displaystyle 4{\sqrt[{4}]{q}}} шагов.

### Алгоритм
```
1. choose 

  

    

      

        
m

      

    

    
{\displaystyle m}

  

 integer, 

  

    

      

        
m

        
>

        

          

            
q

            

              
4

            

          

        

      

    

    
{\displaystyle m>{\sqrt[{4}]{q}}}

  

2. 
FOR
{

  

    

      

        
j

        
=

        
0

      

    

    
{\displaystyle j=0}

  

 to 

  

    

      

        
m

      

    

    
{\displaystyle m}

  

} 
DO
 
3.    

  

    

      

        

          
P

          

            
j

          

        

        
←

        
j

        
P

      

    

    
{\displaystyle P_{j}\leftarrow jP}

  

4. 
ENDFOR

5. 

  

    

      

        
L

        
←

        
1

      

    

    
{\displaystyle L\leftarrow 1}

  

6. 

  

    

      

        
Q

        
←

        
(

        
q

        
+

        
1

        
)

        
P

      

    

    
{\displaystyle Q\leftarrow (q+1)P}

  

7. 
REPEAT
 compute the points 

  

    

      

        
Q

        
+

        
k

        
(

        
2

        
m

        
P

        
)

      

    

    
{\displaystyle Q+k(2mP)}

  

8. 
UNTIL
 

  

    

      

        
∃

        
j

      

    

    
{\displaystyle \exists j}

  

: 

  

    

      

        
Q

        
+

        
k

        
(

        
2

        
m

        
P

        
)

        
=

        
±

        

          
P

          

            
j

          

        

      

    

    
{\displaystyle Q+k(2mP)=\pm P_{j}}

  

  \\the 

  

    

      

        
x

      

    

    
{\displaystyle x}

  

-coordinates are compared
9. 

  

    

      

        
M

        
←

        
q

        
+

        
1

        
+

        
2

        
m

        
k

        
∓

        
j

      

    

    
{\displaystyle M\leftarrow q+1+2mk\mp j}

  

     \\note 

  

    

      

        
M

        
P

        
=

        
O

      

    

    
{\displaystyle MP=O}

  

10. Factor 

  

    

      

        
M

      

    

    
{\displaystyle M}

  

. Let 

  

    

      

        

          
p

          

            
1

          

        

        
,

        
…

        
,

        

          
p

          

            
r

          

        

      

    

    
{\displaystyle p_{1},\ldots ,p_{r}}

  

 be the distinct prime factors of 

  

    

      

        
M

      

    

    
{\displaystyle M}

  

.
11. 
WHILE
 

  

    

      

        
i

        
≤

        
r

      

    

    
{\displaystyle i\leq r}

  

 
DO

12.    
IF
 

  

    

      

        

          

            
M

            

              
p

              

                
i

              

            

          

        

        
P

        
=

        
O

      

    

    
{\displaystyle {\frac {M}{p_{i}}}P=O}

  

13.       
THEN
 

  

    

      

        
M

        
←

        

          

            
M

            

              
p

              

                
i

              

            

          

        

      

    

    
{\displaystyle M\leftarrow {\frac {M}{p_{i}}}}

  

14.       
ELSE
 

  

    

      

        
i

        
←

        
i

        
+

        
1

      

    

    
{\displaystyle i\leftarrow i+1}

  

 
15.    
ENDIF

16. 
ENDWHILE

17. 

  

    

      

        
L

        
←

        
lcm

        
⁡

        
(

        
L

        
,

        
M

        
)

      

    

    
{\displaystyle L\leftarrow \operatorname {lcm} (L,M)}

  

     \\note 

  

    

      

        
M

      

    

    
{\displaystyle M}

  

 is the order of the point 

  

    

      

        
P

      

    

    
{\displaystyle P}

  

18. 
WHILE
 

  

    

      

        
L

      

    

    
{\displaystyle L}

  

 divides more than one integer 

  

    

      

        
N

      

    

    
{\displaystyle N}

  

 in 

  

    

      

        
(

        
q

        
+

        
1

        
−

        
2

        

          

            
q

          

        

        
,

        
q

        
+

        
1

        
+

        
2

        

          

            
q

          

        

        
)

      

    

    
{\displaystyle (q+1-2{\sqrt {q}},q+1+2{\sqrt {q}})}

  

19.    
DO
 choose a new point 

  

    

      

        
P

      

    

    
{\displaystyle P}

  

 and go to 1.
20. 
ENDWHILE

21. 
RETURN
 

  

    

      

        
N

      

    

    
{\displaystyle N}

  

     \\it is the cardinality of 

  

    

      

        
E

        
(

        

          

            
F

          

          

            
q

          

        

        
)

      

    

    
{\displaystyle E(\mathbb {F} _{q})}

  

```

### Пояснения к алгоритму
- в пункте 8. допускается существование такого совпадения. Следующая лемма гарантирует, что такое совпадение существует:

Пусть {\displaystyle a} — целое, {\displaystyle |a|\leq 2m^{2}}. Существуют {\displaystyle a_{0}} и {\displaystyle a_{1}} такие, что
{\displaystyle -m<a_{0}\leq m{\mbox{ и }}-m\leq a_{1}\leq m{\mbox{ т.ч. }}a=a_{0}+2ma_{1}.}
- Как только было подсчитано {\displaystyle jP}, для вычисления {\displaystyle (j+1)P} достаточно прибавить {\displaystyle P} к {\displaystyle jP} вместо того, чтобы производить суммирование по всем {\displaystyle j+1} элементам. Таким образом, полный цикл вычислений требует {\displaystyle m} сложений. {\displaystyle 2mP} может быть получено удвоением {\displaystyle mP}. Вычисление {\displaystyle Q} требует {\displaystyle \log(q+1)} удвоений и {\displaystyle w} сложений, где {\displaystyle w} число ненулевых элементов в бинарном представлении {\displaystyle q+1}; следует отметить, что знание {\displaystyle jP} и {\displaystyle 2mP} позволяет уменьшить число операций удвоения. Наконец, чтобы из {\displaystyle Q+k(2mP)} получить {\displaystyle Q+(k+1)(2mP)}, нужно просто прибавить {\displaystyle 2mP} вместо того, чтобы производить суммирование с начала.
- Предполагается, что можно факторизовать {\displaystyle M}[3]. Если нет, то по крайней мере можно найти все маленькие простые факторы {\displaystyle p_{i}} и проверить, что для них {\displaystyle {\frac {M}{p_{i}}}\neq O}. Так, {\displaystyle M} является хорошим кандидатом в порядок {\displaystyle P}.
- Заключение шага 17 может быть доказано с использованием элементарной теории групп: поскольку {\displaystyle MP=O}, порядок {\displaystyle P} делится на {\displaystyle M} без остатка. Если нет подходящего делителя {\displaystyle {\bar {M}}} числа {\displaystyle M}, для которого {\displaystyle {\bar {M}}P=O}, то {\displaystyle M} — порядок {\displaystyle P}.

Одним из недостатков этого метода является то, что он требует много памяти, когда группа становится большой. В случае больших групп может быть эффективнее хранить только координаты {\displaystyle x} точек {\displaystyle jP} (вместе с соответствующим {\displaystyle j}). Однако это приводит к дополнительным операциям умножения в случае выбора между {\displaystyle -j} и {\displaystyle +j}.
Существуют и другие алгоритмы вычисления порядка элемента группы, которые будут требовать меньше памяти, такие как ро-алгоритм Полларда и алгоритм «кенгуру» Полларда. Алгоритм «кенгуру» Полларда позволяет найти решение в предписанном интервале, снижая число шагов до {\displaystyle O({\sqrt[{4}]{q}})} и занимая {\displaystyle O(\log ^{2}{q})} места в памяти.

## Алгоритм Шуфа
Теоретический прорыв в области вычисления порядка групп типа {\displaystyle E(\mathbb {F} _{q})} был достигнут Рене Шуфом, который в 1985 году опубликовал первый детерминированный полиномиальный алгоритм. В основе алгоритма лежат теорема Хассе об эллиптических кривых вместе с китайской теоремой об остатках и многочленами деления.
Шуф использует тот факт, что согласно теореме Хассе существует конечное число возможных значений {\displaystyle |E(\mathbb {F} _{q})|}. Таким образом, становится достаточным вычислить {\displaystyle |E(\mathbb {F} _{q})|} по модулю целого {\displaystyle N>4{\sqrt {q}}}. Это можно сделать, вычисляя {\displaystyle |E(\mathbb {F} _{q})|} по модулю простых {\displaystyle \ell _{1},\ldots ,\ell _{s}}, произведение которых превосходит {\displaystyle 4{\sqrt {q}}}, и затем применить китайскую теорему об остатках. Важной составляющей алгоритма является использование многочленов деления {\displaystyle \psi _{\ell }} для эффективного вычисления {\displaystyle |E(\mathbb {F} _{q})|} по модулю {\displaystyle \ell }.
Временная сложность алгоритма Шуфа {\displaystyle n=\log {q}}, тогда как асимптотическая сложность {\displaystyle O(n^{2}M(n^{3})/\log {n})=O(n^{5+o(1)})}, где {\displaystyle M(n)} означает вычислительную сложность целочисленного умножения. Пространственная сложность алгоритма {\displaystyle O(n^{3})}.

## Алгоритм Шуфа — Элкиса — Аткина
В 1990-х годах Ноам Элкис, а затем Артур Аткин придумали улучшения базового алгоритма Шуфа путём разделения множества рассматриваемых простых чисел {\displaystyle S=\{l_{1},\ldots ,l_{s}\}}. Простое число {\displaystyle \ell } называется простым Элкиса, если характеристическое уравнение эндоморфизма Фробениуса {\displaystyle \phi ^{2}-t\phi +q=0} разложимо над {\displaystyle \mathbb {F} _{\ell }}. Иначе, {\displaystyle \ell } называется простым Аткина. С помощью простых Элкиса можно понизить асимптотическую сложность алгоритма Шуфа. Информация, полученная из простых Аткина, ведёт к дальнейшим улучшениям алгоритма, и несмотря на малость вносимого ими вклада в снижение асимптотической сложности алгоритма, простые Аткина важны на практике. Модификация алгоритма Шуфа, использующая простые Элкиса и Аткина, называется алгоритмом Шуфа — Элкиса — Аткина.
Вид простого {\displaystyle \ell } зависит от эллиптической кривой {\displaystyle E(\mathbb {F} _{q})} и может быть определён с использованием модулярного полинома {\displaystyle \Psi _{\ell }(X,Y)}. Если полином одной переменной {\displaystyle \Psi _{\ell }(X,j(E))} имеет корень на {\displaystyle \mathbb {F} _{q}}, где {\displaystyle j(E)} означает j-invariant на {\displaystyle E}, тогда {\displaystyle \ell } — простое Элкиса, а иначе простое Аткина. В случае простого Элкиса дальнейшее вычисление корней модулярного полинома используется для получения правильного фактора многочлена деления {\displaystyle \psi _{\ell }}. Степень получаемого фактора {\displaystyle O(\ell )}, тогда как {\displaystyle \psi _{\ell }} имеет степень {\displaystyle O(\ell ^{2})}.
Для эффективной имплементации алгоритма Шуфа — Элкиса — Аткина используются вероятностные алгоритмы поиска корней, что делает алгоритм алгоритмом Лас-Вегаса, а не детерминированным алгоритмом. Вычислительная сложность алгоритма определяется стоимостью вычислений модулярных полиномов {\displaystyle \Psi _{\ell }(X,Y)}, но поскольку они не зависят от {\displaystyle E}, то могут быть вычислены однажды и затем использованы снова. При эвристическом предположении о существовании достаточно большого количества малых простых Элкиса и без учёта стоимости вычисления модулярных полиномов асимптотическая сложность алгоритма Шуфа — Элкиса — Аткина {\displaystyle O(n^{2}M(n^{2})/\log {n})=O(n^{4+o(1)})}, где {\displaystyle n=\log {q}}. Пространственная сложность {\displaystyle O(n^{3}\log {n})}, но в случае использования вычисленных заранее модулярных полиномов сложность возрастает до {\displaystyle O(n^{4})}.